# Nahr Antélias
Le Nahr Antélias, ou fleuve d'Antélias, est un fleuve libanais long de 2 kilomètres prenant sa source dans le gouffre de Houet Qattine Azar, une des grottes au-dessus d'Antélias et se jetant dans la mer Méditerranée au niveau d'Antélias. Ce fleuve sert d'habitat a des espèces de poissons et de crustacés d'eau douce qui lui sont propres[réf. nécessaire]. Il n'est pas navigable.